# Сенчері (Флорида)
Сенчері (англ. Century) — місто (англ. town) в США, в окрузі Ескамбія штату Флорида. Населення — 1713 особи (2020).

## Географія
Сенчері розташоване за координатами 30°58′38″ пн. ш. 87°15′53″ зх. д. / 30.97722° пн. ш. 87.26472° зх. д. (30.977268, -87.264722).  За даними Бюро перепису населення США в 2010 році місто мало площу 8,69 км², з яких 8,37 км² — суходіл та 0,32 км² — водойми.

## Демографія
Згідно з переписом 2010 року, у місті мешкало 1698 осіб у 644 домогосподарствах у складі 415 родин. Густота населення становила 195 осіб/км².  Було 765 помешкань (88/км²).
Расовий склад населення:
| - 56,1 % — чорних або афроамериканців - 39,7 % — білих - 0,5 % — азіатів - 0,4 % — корінних американців |

До двох чи більше рас належало 3,1 %. Частка іспаномовних становила 1,1 % від усіх жителів.
За віковим діапазоном населення розподілялося таким чином: 26,4 % — особи молодші 18 років, 54,3 % — особи у віці 18—64 років, 19,3 % — особи у віці 65 років та старші. Медіана віку мешканця становила 39,2 року. На 100 осіб жіночої статі у місті припадало 79,7 чоловіків;  на 100 жінок у віці від 18 років та старших — 73,0 чоловіків також старших 18 років.
Середній дохід на одне домашнє господарство  становив 33 103 долари США (медіана — 24 583), а середній дохід на одну сім'ю — 44 334 долари (медіана — 30 909). Медіана доходів становила 33 583 долари для чоловіків та 31 250 доларів для жінок. За межею бідності перебувало 23,8 % осіб, у тому числі 54,8 % дітей у віці до 18 років та 10,1 % осіб у віці 65 років та старших.
Цивільне працевлаштоване населення становило 578 осіб. Основні галузі зайнятості: мистецтво, розваги та відпочинок — 22,7 %, роздрібна торгівля — 15,4 %, освіта, охорона здоров'я та соціальна допомога — 15,1 %.